# Vòng chung kết giải bóng đá trong nhà vô địch quốc gia 2018
Vòng chung kết giải bóng đá trong nhà vô địch quốc gia 2018 (hay còn gọi là Giai đoạn 2 của Giải Futsal Vô địch Quốc gia HDBank 2018) thi đấu theo thể thức vòng tròn hai lượt, Lượt đi sẽ diễn ra từ ngày 13 tháng 5 đến ngày 3 tháng 6 năm 2018 tại Cung Thể thao Tiên Sơn, thành phố Đà Nẵng. Lượt về được tổ chức từ ngày 7 tháng 9 đến ngày 29 tháng 9 năm 2018 tại Nhà thi đấu Lãnh Binh Thăng, Thành phố Hồ Chí Minh để tính điểm, xếp hạng chung cuộc. Đội vô địch giải Futsal VĐQG HDBank 2018 sẽ đại diện Việt Nam tham dự giải Futsal Vô địch các Câu lạc bộ châu Á; đội xếp thứ Nhì sẽ tham dự giải Vô địch các Câu lạc bộ Futsal Đông Nam Á, với các điều kiện đội bóng/CLB đáp ứng đầy đủ về tài chính và các tiêu chí, quy định của Liên đoàn bóng đá châu Á (AFC) hoặc Liên đoàn bóng đá Đông Nam Á (AFF). Mùa giải 2018, Giải Futsal HDBank Vô địch Quốc gia và giải Futsal HDBank Cúp Quốc gia tiếp tục nhận được sự tài trợ của Nhà tài trợ Kim cương - Ngân hàng Thương mại Cổ phần Phát triển thành phố Hồ Chí Minh (HDBank) và Nhà tài trợ bạc - Công ty TNHH Đầu tư Địa ốc Thành phố (CityLand).

## Thông tin giải đấu
Ngày 12 tháng 5 năm 2018, tại Cung Thể thao Tiên Sơn, quận Hải Châu, thành phố Đà Nẵng đã tiến hành lễ bốc thăm xếp lịch thi đấu giai đoạn II của Giải Futsal HDBank Vô địch Quốc gia 2018. Giải đấu năm nay sẽ có hai lượt tổ chức, lượt đi sẽ diễn ra từ ngày 13 tháng 5 đến ngày 3 tháng 6 năm 2018 tại Cung Thể thao Tiên Sơn, thành phố Đà Nẵng. Lượt về được tổ chức từ ngày 7 tháng 9 đến ngày 29 tháng 9 năm 2018 tại Nhà thi đấu Lãnh Binh Thăng, Thành phố Hồ Chí Minh.
Nhà tài trợ chính cho giải futsal HDBank vô địch Quốc gia 2018 đó là Ngân hàng HDBank còn Liên đoàn bóng đá Việt Nam và VOV là đơn vị tổ chức giải. Trong khi đó, VTC là đơn vị truyền hình.
Mùa giải 2018, Câu lạc bộ futsal Sanatech Khánh Hòa đổi tên thành Sanatech - Sanest Khánh Hòa và Câu lạc bộ futsal Hải Phương Nam Phú Nhuận đổi tên thành Hải Phương Nam - Đại học Gia Định.
Đội vô địch giải Futsal HDBank Vô địch Quốc gia 2018 sẽ đại diện Việt Nam tham dự giải Futsal Vô địch các Câu lạc bộ châu Á; đội xếp thứ Nhì sẽ tham dự giải Vô địch các Câu lạc bộ Futsal Đông Nam Á, với các điều kiện đội bóng/Câu lạc bộ đáp ứng đầy đủ về tài chính và các tiêu chí, quy định của Liên đoàn bóng đá châu Á (AFC) hoặc Liên đoàn bóng đá Đông Nam Á (AFF). Trong trường hợp Câu lạc bộ/ đội bóng không đáp ứng được tiêu chí, quy định và tài chính thì Liên đoàn bóng đá Việt Nam sẽ xem xét và quyết định đội có thứ hạng kế tiếp tham dự giải AFC hoặc AFF.
Nét mới của mùa giải 2018, đó là việc Ban tổ chức sẽ tổ chức một giải đấu đồng hành dành cho sinh viên, đó là các đội bóng đến từ các trường Đại học, cao đẳng trên địa bàn hai thành phố Đà Nẵng và Thành phố Hồ Chí Minh, bên cạnh việc tổ chức giải đấu cho các đội bóng/Câu lạc bộ Futsal chuyên nghiệp. Với việc tổ chức Giải Futsal HDBank sinh viên đồng hành, Ban tổ chức kỳ vọng tạo nên một sân chơi cho những người đam mê môn bóng đá trong nhà, đặc biệt là giới trẻ.
10 đội sẽ thi đấu vòng tròn hai lượt (lượt đi - lượt về) để tính điểm, xếp hạng chung cuộc. Các đội xếp từ thứ 1 đến thứ 6 sẽ được đặc cách tham dự Giai đoạn II giải Futsal Vô địch Quốc gia năm 2019, các đội khác sẽ phải tham dự vòng loại. Ngoài ra, các đội xếp thừ thứ 1 đến thứ 5 sẽ được đặc cách tham dự Giai đoạn II giải Futsal HDBank Cúp Quốc gia 2018.

## Quy định xếp hạng
Cách tính điểm để xếp hạng như sau: Đội thắng được 3 điểm, Đội hòa được 1 điểm còn Đội thua không được điểm. Tính tổng số điểm của các Đội đạt được để xếp thứ hạng. Nếu có từ hai Đội trở lên bằng điểm nhau, thứ hạng các Đội sẽ được xác định như sau:
Thành tích đối đầu (Tổng số điểm; Hiệu số của tổng số bàn thắng trừ tổng số bàn thua; Tổng số bàn thắng).
Hiệu số của tổng số bàn thắng trừ tổng số bàn thua.
Tổng số bàn thắng.
Thi đấu trận Play-off.

## Các đội bóng
Có 10 đội futsal tham gia vòng chung kết, bao gồm:
- 6 Đội bóng có thứ hạng từ 1 đến 6 tại giải Futsal VĐQG HDBank 2017 gồm: Thái Sơn Nam (Vô địch), Sanatech - Sanest Khánh Hòa (Á quân), Hải Phương Nam - Đại học Gia Định (Hạng 3), Sanna Khánh Hòa (Hạng tư), Sài Gòn FC (Hạng 5), Thái Sơn Bắc (Hạng 6).[5]
- 4 Đội bóng vượt qua Vòng loại 2018 gồm: Cao Bằng; Tân Hiệp Hưng; Kim Toàn Đà Nẵng; Hoàng Thư Đà Nẵng.

## Địa điểm tổ chức
- Cung thể thao Tiên Sơn, quận Hải Châu, thành phố Đà Nẵng.
- Nhà thi đấu Lãnh Binh Thăng, Thành phố Hồ Chí Minh.

| Việt Nam | Việt Nam |
| --- | -------- |
| Nhà thi đấu · Lãnh Binh ThăngCung thể thao · Tiên SơnVòng chung kết giải bóng đá trong nhà vô địch quốc gia 2018 (Việt Nam) |          |
| Cung thể thao Tiên Sơn |          |
| Nhà thi đấu Lãnh Binh Thăng                                                                                                 |          |

## Kết quả chi tiết
Sau đây là kết quả chi tiết các trận đấu thuộc vòng chung kết Giải Futsal Vô địch Quốc gia HDBank 2018. Tất cả các trận đấu lượt đi được tổ chức tại Cung thể thao Tiên Sơn, Đà Nẵng từ ngày 13 tháng 5 đến ngày 3 tháng 6 năm 2018. Tất cả các trận lượt về được tổ chức tại Nhà thi đấu Lãnh Binh Thăng, Thành phố Hồ Chí Minh từ ngày 7 tháng 9 đến ngày 29 tháng 9 năm 2018.
- Thời gian được liệt kê theo giờ Việt Nam (UTC+7:00).

### Vòng 1
| Sài Gòn FC       | 1–0              | Sanatech - Sanest Khánh Hòa |
| ---------------- | ---------------- | --------------------------- |
| Trần Bá Tiến 12' | Youtube Chi tiết |                             |

| Hoàng Thư Đà Nẵng   | 1–1              | Cao Bằng         |
| ------------------- | ---------------- | ---------------- |
| Nguyễn Văn Hiếu 13' | Youtube Chi tiết | Lưu Nhất Tiến 8' |

| Hải Phương Nam - Đại Học Gia Định                     | 3–2              | Sanna Khánh Hòa                          |
| ----------------------------------------------------- | ---------------- | ---------------------------------------- |
| Lâm Tấn Phát 28' · Vũ Quốc Hưng 29' · Lê Tấn Tiếp 37' | Youtube Chi tiết | Phan Khắc Chí 23' · Nguyễn Quốc Hiền 24' |

| Tân Hiệp Hưng                            | 2–1              | Kim Toàn Đà Nẵng  |
| ---------------------------------------- | ---------------- | ----------------- |
| Trần Nhật Trung 24' · Huỳnh Quốc Tâm 29' | Youtube Chi tiết | Nguyễn Văn Vũ 37' |

| Thái Sơn Bắc                                          | 3–5              | Thái Sơn Nam                                                                    |
| ----------------------------------------------------- | ---------------- | ------------------------------------------------------------------------------- |
| Trần Văn Vũ 20' (ph.l.nh) · Nguyễn Thành Tín 31', 40' | Youtube Chi tiết | Tôn Thất Phi 8' · Trần Thái Huy 9' · Trần Quang Toàn 14' · Trần Văn Vũ 35', 40' |

### Vòng 2
| Sanna Khánh Hòa                                                               | 5–3              | Hoàng Thư Đà Nẵng                           |
| ----------------------------------------------------------------------------- | ---------------- | ------------------------------------------- |
| Mai Thành Đạt 3', 11' · Trần Văn Thanh 7' · Nguyễn Nhớ 23' · Lê Hoàng Hào 28' | Youtube Chi tiết | Ngô Vũ Thắng 26', 35' · Nguyễn Văn Hiếu 36' |

| Cao Bằng         | 1–4              | Sanatech - Sanest Khánh Hòa                                                 |
| ---------------- | ---------------- | --------------------------------------------------------------------------- |
| Chu Văn Tiến 40' | Youtube Chi tiết | Nguyễn Phúc 29' · Khổng Đình Hùng 34' · Trần Tuyên 38' · Trần Minh Tuấn 40' |

| Thái Sơn Nam                     | 2–0              | Tân Hiệp Hưng |
| -------------------------------- | ---------------- | ------------- |
| Lê Quốc Nam 2' · Tôn Thất Phi 9' | Youtube Chi tiết |               |

| Thái Sơn Bắc     | 1–3              | Sài Gòn                                                               |
| ---------------- | ---------------- | --------------------------------------------------------------------- |
| Từ Minh Quang 8' | Youtube Chi tiết | Nguyễn Văn Nghĩa 4' · Nguyễn Hữu Thắng 7' · Phạm Trương Hoàng Nam 31' |

| Kim Toàn Đà Nẵng  | 1–4              | Hải Phương Nam - Đại Học Gia Định                                                   |
| ----------------- | ---------------- | ----------------------------------------------------------------------------------- |
| Nguyễn Văn Vũ 12' | Youtube Chi tiết | Nguyễn Phước Quý Sang 7' · Ý Nghĩa Ê Ban 11' · Lâm Tấn Phát 12' · Đoàn Văn Định 40' |

### Vòng 3
| Cao Bằng | 5–0              | Kim Toàn Đà Nẵng |
| --- | ---------------- | ---------------- |
| Nguyễn Văn Vũ 9' (ph.l.n) · Lê Quý Long Vỹ 22' (ph.l.n) · Chu văn Tiến 25' · Phạm Tấn Phát 37' · Châu Đoàn Phát 39' | Youtube Chi tiết |                  |

| Sanatech - Sanest Khánh Hòa           | 2–2              | Thái Sơn Nam                          |
| ------------------------------------- | ---------------- | ------------------------------------- |
| Nguyễn Phúc 12' · Khổng Đình Hùng 29' | Youtube Chi tiết | Trần Quang Toàn 12' · Trần Văn Vũ 36' |

| Sài Gòn              | 1–1              | Sanna Khánh Hòa  |
| -------------------- | ---------------- | ---------------- |
| Trần Như Nhất Hội 7' | Youtube Chi tiết | Mai Thành Đạt 9' |

| Hoàng Thư Đà Nẵng                                                            | 4–8              | Thái Sơn Bắc                                                                    |
| ---------------------------------------------------------------------------- | ---------------- | ------------------------------------------------------------------------------- |
| Nguyễn Văn Hiếu 25', 37' · Từ Minh Quang 36' (ph.l.n) · Nguyễn Văn Chung 38' | Youtube Chi tiết | Vũ Đức Tùng 5', 39', 40' · Nguyễn Thành Tín 11', 38' · An Lâm Tới 21', 33', 37' |

| Hải Phương Nam - Đại Học Gia Định                        | 3–0              | Tân Hiệp Hưng |
| -------------------------------------------------------- | ---------------- | ------------- |
| Vũ Quốc Hưng 15' · Ý Nghĩa Ê Ban 23' · Mai Xuân Hiệp 38' | Youtube Chi tiết |               |

### Vòng 4
| Thái Sơn Nam    | 1–3              | Cao Bằng                                                   |
| --------------- | ---------------- | ---------------------------------------------------------- |
| Trần Văn Vũ 18' | Youtube Chi tiết | Đặng Phi Tiến 5' · Nguyễn Minh Trí 9' · Nhâm Mạnh Dũng 36' |

| Kim Toàn Đà Nẵng                                                                                                   | 7–3              | Sanna Khánh Hòa                            |
| --- | ---------------- | ------------------------------------------ |
| Lê Quý Long Vỹ 11', 17', 20' · Lê Thanh Hiếu 39' · Lê Hùng Đô 39' · Phan Hoàng Triệu Vỹ 31' · Đỗ Viết Hòa Hiệp 37' | Youtube Chi tiết | Nguyễn Nhớ 17' · Nguyễn Quốc Hiền 32', 33' |

| Hải Phương Nam - Đại Học Gia Định      | 2–2              | Sài Gòn                                   |
| -------------------------------------- | ---------------- | ----------------------------------------- |
| Ý Nghĩa Ê Ban 17' · Lương Thái Huy 19' | Youtube Chi tiết | Nguyễn Văn Nghĩa 29' · Trần Hoàng Tây 40' |

| Tân Hiệp Hưng                                                                                         | 5–4              | Hoàng Thứ Đà Nẵng                                                 |
| --- | ---------------- | ----------------------------------------------------------------- |
| Huỳnh Quốc Tâm 10' · Nguyễn Công Hải 16', 34' · Nguyễn Hoàng Ái 18' · Lê Tự Quang Truyện 22' (ph.l.n) | Youtube Chi tiết | Mai Đăng Phước 20' · Nguyễn Văn Hiếu 27', 38' · Đoàn Triệu Vỹ 31' |

| Thái Sơn Bắc | 0–0              | Sanatech - Sanest Khánh Hòa |
| ------------ | ---------------- | --------------------------- |
|              | Youtube Chi tiết |                             |

### Vòng 5
| Kim Toàn Đà Nẵng                                           | 3–6              | Thái Sơn Bắc                                                                                                   |
| ---------------------------------------------------------- | ---------------- | --- |
| Phan Hoàng Triệu Vỹ 20' · Lê Viết Trung 22' · Phan Đạt 37' | Youtube Chi tiết | Lê Viết Trung 10' (ph.l.n) · Trần Trung Hiếu 11' · An Lâm Tới 21' · Từ Minh Quang 22', 31' · Trần Quang Vũ 33' |

| Sanna Khánh Hòa    | 1–3              | Tân Hiệp Hưng                                |
| ------------------ | ---------------- | -------------------------------------------- |
| Trần Văn Thanh 33' | Youtube Chi tiết | Trịnh Quang Vinh 17' · Lý Đăng Hưng 22', 28' |

| Cao Bằng                                       | 2–6              | Hải Phương Nam - Đại Học Gia Định                                                                   |
| ---------------------------------------------- | ---------------- | --------------------------------------------------------------------------------------------------- |
| Nguyễn Văn Quốc Huy 9' · Phan Thành Nguyện 15' | Youtube Chi tiết | Nguyễn Thanh Tuấn 29', 37' · Lâm Tấn Phát 32', 35' · Lương Thái Huy 33' · Nguyễn Phước Quý Sang 35' |

| Sanatech - Sanest Khánh Hòa | 11–2             | Hoàng Thư Đà Nẵng                        |
| --- | ---------------- | ---------------------------------------- |
| Trần Tuyên 5', 18', 34' · Trần Minh Tuấn 10' · Nguyễn Phúc 17' · Ngô Vũ Thắng 26' (ph.l.n) · Nguyễn Ngọc Tài 30' · Phạm Huỳnh Đức 31' · Nguyễn Văn Hạnh 34' · Trần Thanh Trọng 37', 38' | Youtube Chi tiết | Nguyễn Văn Chung 27' · Đoàn Thế Tiển 33' |

| Sài Gòn | 0–5              | Thái Sơn Nam                                                                      |
| ------- | ---------------- | --------------------------------------------------------------------------------- |
|         | Youtube Chi tiết | Vũ Xuân Du 17' · Trần Quang Toàn 25' · Nguyễn Đắc Huy 30', 34' · Ngô Ngọc Sơn 38' |

### Vòng 6
| Cao Bằng                                    | 3–1              | Sài Gòn                 |
| ------------------------------------------- | ---------------- | ----------------------- |
| Chu Văn Tiến 15' · Nguyễn Minh Trí 22', 36' | Youtube Chi tiết | Đặng Phạm Ngọc Tùng 27' |

| Sanatech - Sanest Khánh Hòa              | 2–1              | Sanna Khánh Hòa |
| ---------------------------------------- | ---------------- | --------------- |
| Cao Sĩ Nam 7' (ph.l.n) · Nguyễn Phúc 29' | Youtube Chi tiết | Nguyễn Nhớ 35'  |

| Hoàng Thư Đà Nẵng                                             | 3–2              | Kim Toàn Đà Nẵng          |
| ------------------------------------------------------------- | ---------------- | ------------------------- |
| Tự Quang Truyện 20' · Đoàn Triệu Vỹ 30' · Nguyễn Văn Hiếu 37' | Youtube Chi tiết | Đỗ Viết Hòa Hiệp 26', 38' |

| Hải Phương Nam - Đại Học Gia Định | 0–0              | Thái Sơn Nam |
| --------------------------------- | ---------------- | ------------ |
|                                   | Youtube Chi tiết |              |

| Tân Hiệp Hưng     | 1–1              | Thái Sơn Bắc    |
| ----------------- | ---------------- | --------------- |
| Tôn Thất Dinh 30' | Youtube Chi tiết | Vũ Đức Tùng 15' |

### Vòng 7
| Kim Toàn Đà Nẵng                          | 2–3              | Sanatech Sanest Khánh Hòa                                    |
| ----------------------------------------- | ---------------- | ------------------------------------------------------------ |
| Đỗ Viết Hòa Hiệp 20' · Lê Quý Long Vĩ 24' | Youtube Chi tiết | Trần Thanh Trọng 17' · Khổng Đình Hùng 18' · Nguyễn Phúc 37' |

| Sanna Khánh Hòa   | 1–3              | Cao Bằng                                                        |
| ----------------- | ---------------- | --------------------------------------------------------------- |
| Mai Thành Đạt 40' | Youtube Chi tiết | Yzen Nie KDăm 7' · Nguyễn Văn Quốc Huy 13' · Châu Đoàn Phát 25' |

| Thái Sơn Bắc     | 1–2              | Hải Phương Nam - Đại Học Gia Định    |
| ---------------- | ---------------- | ------------------------------------ |
| Từ Minh Quang 4' | Youtube Chi tiết | Lâm Tấn Phát 12' · Y Nghĩa Ê Ban 37' |

| Sài Gòn                                                                                    | 5–2              | Tân Hiệp Hưng                       |
| ------------------------------------------------------------------------------------------ | ---------------- | ----------------------------------- |
| Nguyễn Văn Nghĩa 4', 28' · Nguyễn Hữu Thắng 22' · Đào Duy Vương 40' · Nguyễn Đăng Thao 40' | Youtube Chi tiết | Lý Đăng Hưng 13' · Đặng Anh Tài 18' |

| Thái Sơn Nam    | 1–0              | Hoàng Thư Đà Nẵng |
| --------------- | ---------------- | ----------------- |
| Cổ Trí Kiệt 20' | Youtube Chi tiết |                   |

### Vòng 8
| Sanna Khánh Hòa | 1–6              | Thái Sơn Nam                                                                                   |
| --------------- | ---------------- | ---------------------------------------------------------------------------------------------- |
| Nguyễn Nhớ 8'   | Youtube Chi tiết | Ngô Ngọc Sơn 20', 24' · Phạm Đức Hòa 32' · Lê Quốc Nam 33' · Trần Văn Vũ 35' · Cổ Trí Kiệt 38' |

| Cao Bằng | 7–2              | Thái Sơn Bắc                       |
| --- | ---------------- | ---------------------------------- |
| Nguyễn Mạnh Dũng 2' · Nguyễn Minh Trí 12', 16' · Dương Ngọc Linh 15', 39' · Yzen Nie KDăm 28' · Chu Văn Tiến 38' | Youtube Chi tiết | Từ Minh Quang 8' · Vũ Đức Tùng 31' |

| Kim Toàn Đà Nẵng  | 1–3              | Sài Gòn                                                            |
| ----------------- | ---------------- | ------------------------------------------------------------------ |
| Nguyễn Văn Vũ 32' | Youtube Chi tiết | Nguyễn Hữu Thắng 19' · Nguyễn Hồng Kông 22' · Nguyễn Thành Đạt 38' |

| Sanatech Sanest Khánh Hòa                                                           | 5–2              | Tân Hiệp Hưng                              |
| ----------------------------------------------------------------------------------- | ---------------- | ------------------------------------------ |
| Nguyễn Anh Quý 17' · Trần Tuyên 20' · Nguyễn Quốc Bảo 27' · Trần Minh Tuấn 29', 35' | Youtube Chi tiết | Nguyễn Văn Trung 33' · Nguyễn Công Hải 40' |

| Hoàng Thư Đà Nẵng | 0–4              | Hải Phương Nam - Đại Học Gia Định                            |
| ----------------- | ---------------- | ------------------------------------------------------------ |
|                   | Youtube Chi tiết | Lâm Tấn Phát 4', 38' · Đoàn Văn Định 25' · Y Nghĩa Ê Ban 34' |

### Vòng 9
| Thái Sơn Bắc        | 1–6              | Sanna Khánh Hòa                                                                              |
| ------------------- | ---------------- | -------------------------------------------------------------------------------------------- |
| Triệu Xuân Linh 32' | Youtube Chi tiết | Phan Khắc Chí 12', 34', 38' · Võ Khắc Phương 22' · Nguyễn Quốc Hiền 24' · Trần Văn Thanh 33' |

| Thái Sơn Nam                               | 3–1              | Kim Toàn Đà Nẵng  |
| ------------------------------------------ | ---------------- | ----------------- |
| Phạm Đức Hòa 10' · Nguyễn Đắc Huy 12', 38' | Youtube Chi tiết | Lê Viết Trung 14' |

| Hải Phương Nam - Đại Học Gia Định                        | 3–1              | Sanatech Sanest Khánh Hòa |
| -------------------------------------------------------- | ---------------- | ------------------------- |
| Đoàn Văn Định 32' · Lâm Tấn Phát 34' · Mai Xuân Hiệp 38' | Youtube Chi tiết | Nguyễn Phúc 37'           |

| Tân Hiệp Hưng | 0–1              | Cao Bằng          |
| ------------- | ---------------- | ----------------- |
|               | Youtube Chi tiết | Phạm Tấn Phát 30' |

| Sài Gòn                                                                          | 4–1              | Hoàng Thư Đà Nẵng    |
| -------------------------------------------------------------------------------- | ---------------- | -------------------- |
| Nguyễn Hữu Thắng 1' · Đoàn Tấn Đạt 17' · Trần Bá Tiến 34' · Nguyễn Thành Đạt 37' | Youtube Chi tiết | Nguyễn Văn Chung 38' |

### Vòng 10
| Sanatech Sanest Khánh Hòa | 1–0              | Sài Gòn FC |
| ------------------------- | ---------------- | ---------- |
| Trần Tuyên 23'            | Youtube Chi tiết |            |

| Cao Bằng                                                                                             | 5–0              | Hoàng Thư Đà Nẵng |
| --- | ---------------- | ----------------- |
| Dương Ngọc Linh 10' · Phạm Tấn Phát 12' · Nguyễn Mạnh Dũng 21' · Lưu Nhất Tiến 31' · Vũ Ngọc Lân 36' | Youtube Chi tiết |                   |

| Sanna Khánh Hòa | 0–4              | Hải Phương Nam Đại Học Gia Định                                        |
| --------------- | ---------------- | ---------------------------------------------------------------------- |
|                 | Youtube Chi tiết | Phạm Duy Nhật 5' · Nguyễn Nhớ 24' (ph.l.nh) · Phạm Văn Nguyên 32', 35' |

| Kim Toàn Đà Nẵng | 1–5              | Tân Hiệp Hưng                                                                                 |
| ---------------- | ---------------- | --------------------------------------------------------------------------------------------- |
| Phan Đạt 29'     | Youtube Chi tiết | Nguyễn Văn Trường 2' · Phan Thành Nguyện 20' · Trần Nhật Trung 23' · Nguyễn Công Hải 28', 34' |

| Thái Sơn Nam                                                                                   | 5–3              | Thái Sơn Bắc                            |
| ---------------------------------------------------------------------------------------------- | ---------------- | --------------------------------------- |
| Trần Thái Huy 13' · Vũ Xuân Du 14' · Nguyễn Minh Trí 16' · Ngô Ngọc Sơn 18' · Chu Văn Tiến 30' | Youtube Chi tiết | An Lâm Tới 21' · Trần Quang Vũ 39', 40' |

### Vòng 11
| Hoàng Thư FHL Đà Nẵng                 | 2–3              | Sanna Khánh Hòa                                         |
| ------------------------------------- | ---------------- | ------------------------------------------------------- |
| Nguyễn Đắc Vũ 14' · Đoàn Thế Tiển 34' | Youtube Chi tiết | K'Sor Mai Sor 3' · Mai Thành Đạt 20' · Lê Hoàng Hào 36' |

| Sanatech Sanest Khánh Hòa                                       | 4–2              | Cao Bằng                           |
| --------------------------------------------------------------- | ---------------- | ---------------------------------- |
| Thanh Hoàng 11' · Khổng Đình Hùng 20', 37' · Nguyễn Anh Quý 36' | Youtube Chi tiết | Đặng Phi Tiến 17' · Tuấn Thành 34' |

| Tân Hiệp Hưng | 0–1              | Thái Sơn Nam     |
| ------------- | ---------------- | ---------------- |
|               | Youtube Chi tiết | Phạm Đức Hòa 18' |

| Sài Gòn FC                                       | 3–2              | Thái Sơn Bắc              |
| ------------------------------------------------ | ---------------- | ------------------------- |
| Nguyễn Hữu Thắng 1', 16' · Trần Như Nhất Hội 14' | Youtube Chi tiết | Nguyễn Thành Tín 23', 34' |

| Hải Phương Nam ĐHGĐ                                                                | 5–0              | Kim Toàn Đà Nẵng |
| ---------------------------------------------------------------------------------- | ---------------- | ---------------- |
| Lương Thái Huy 2' · Ý Nghĩa Ê Ban 11' · Phạm Văn Nguyên 20' · Lê Văn Khoa 39', 40' | Youtube Chi tiết |                  |

### Vòng 17
| Hải Phương Nam ĐHGĐ                                                                     | 6–2              | Hoàng Thư FHL Đà Nẵng   |
| --------------------------------------------------------------------------------------- | ---------------- | ----------------------- |
| Đoàn Văn Định 1' · Nguyễn Phước Quý Sang 5' · Lâm Tấn Phát 13', 25', 34' · Duy Nhật 21' | Youtube Chi tiết | Nguyễn Văn Hiếu 8', 36' |

### Vòng 18
| Hoàng Thư FHL Đà Nẵng         | 3–4              | Sài Gòn FC                                                                            |
| ----------------------------- | ---------------- | ------------------------------------------------------------------------------------- |
| Nguyễn Văn Hiếu 34', 36', 37' | Youtube Chi tiết | Lê Văn Tín 5' · Nguyễn Hữu Thắng 8' · Đặng Phạm Ngọc Tùng 35' · Trần Như Nhất Hội 36' |

## Cầu thủ ghi bàn (Giai đoạn II)
Tính đến ngày 3 tháng 6 năm 2018
8 bàn thắng
- Hải Phương Nam - Đại Học Gia Định Lâm Tấn Phát

7 bàn thắng
- Hoàng Thư Đà Nẵng Nguyễn Văn Hiếu

6 bàn thắng
- Sanatech - Sanest Khánh Hòa Nguyễn Phúc

5 bàn thắng
- Hải Phương Nam - Đại Học Gia Định Ý Nghĩa Ê Ban
- Sanatech - Sanest Khánh Hòa Trần Tuyên
- Thái Sơn Nam Trần Văn Vũ
- Cao Bằng FC Nguyễn Minh Trí
- Thái Sơn Bắc Vũ Đức Tùng
- Thái Sơn Bắc Từ Minh Quang

4 bàn thắng
- Thái Sơn Nam Nguyễn Đắc Huy
- Thái Sơn Bắc Nguyễn Thành Tín
- Thái Sơn Bắc An Lâm Tới
- Kim Toàn Đà Nẵng Lê Quý Long Vĩ
- Kim Toàn Đà Nẵng Đỗ Viết Hòa Hiệp
- Sanna Khánh Hòa Mai Thành Đạt
- Sanna Khánh Hòa Nguyễn Nhớ
- Sanna Khánh Hòa Phan Khắc Chí
- Cao Bằng FC Chu Văn Tiến
- Sanna Khánh Hòa Nguyễn Quốc Hiền
- Sài Gòn FC Nguyễn Văn Nghĩa
- Sài Gòn FC Nguyễn Hữu Thắng

3 bàn thắng
- Sanna Khánh Hòa Trần Văn Thanh
- Hải Phương Nam - Đại Học Gia Định Lương Thái Huy
- Hải Phương Nam - Đại Học Gia Định Đoàn Văn Định
- Thái Sơn Nam Trần Quang Toàn
- Thái Sơn Nam Ngô Ngọc Sơn
- Tân Hiệp Hưng Lý Đăng Hưng
- Tân Hiệp Hưng Nguyễn Công Hải
- Sanatech - Sanest Khánh Hòa Khổng Đình Hùng
- Sanatech - Sanest Khánh Hòa Trần Thanh Trọng
- Sanatech - Sanest Khánh Hòa Trần Minh Tuấn
- Kim Toàn Đà Nẵng Nguyễn Văn Vũ
- Hoàng Thư Đà Nẵng Nguyễn Văn Chung

2 bàn thắng
- Thái Sơn Nam Tôn Thất Phi
- Thái Sơn Nam Cổ Trí Kiệt
- Thái Sơn Nam Lê Quốc Nam
- Thái Sơn Nam Phạm Đức Hòa
- Hoàng Thư Đà Nẵng Ngô Vũ Thắng
- Hoàng Thư Đà Nẵng Đoàn Triệu Vỹ
- Kim Toàn Đà Nẵng Phan Hoàng Triệu Vỹ
- Kim Toàn Đà Nẵng Lê Viết Trung
- Hải Phương Nam - Đại Học Gia Định Vũ Quốc Hưng
- Hải Phương Nam - Đại Học Gia Định Nguyễn Thanh Tuấn
- Hải Phương Nam - Đại Học Gia Định Nguyễn Phước Quý Sang
- Hải Phương Nam - Đại Học Gia Định Mai Xuân Hiệp
- Tân Hiệp Hưng Huỳnh Quốc Tâm
- Cao Bằng FC Châu Đoàn Phát
- Cao Bằng FC Nguyễn Văn Quốc Huy
- Cao Bằng FC Nguyễn Mạnh Dũng
- Cao Bằng FC Dương Ngọc Linh
- Cao Bằng FC Yzen Nie KDăm
- Cao Bằng FC Phạm Tấn Phát
- Sài Gòn FC Trần Bá Tiến
- Sài Gòn FC Nguyễn Thành Đạt

1 bàn thắng
- Sài Gòn FC Đoàn Tấn Đạt
- Sài Gòn FC Phạm Trương Hoàng Nam
- Sài Gòn FC Trần Như Nhất Hội
- Sài Gòn FC Trần Hoàng Tây
- Sài Gòn FC Đặng Phạm Ngọc Tùng
- Sài Gòn FC Đào Duy Vương
- Sài Gòn FC Nguyễn Đăng Thao
- Sài Gòn FC Nguyễn Hồng Kông
- Cao Bằng FC Lưu Nhất Tiến
- Cao Bằng FC Đặng Phi Tiến
- Cao Bằng FC Phan Thành Nguyện
- Hải Phương Nam - Đại Học Gia Định Lê Tấn Tiếp
- Sanna Khánh Hòa Lê Hoàng Hào
- Sanna Khánh Hòa Võ Khắc Phương
- Tân Hiệp Hưng Trần Nhật Trung
- Tân Hiệp Hưng Nguyễn Văn Trung
- Tân Hiệp Hưng Nguyễn Hoàng Ái
- Tân Hiệp Hưng Trịnh Quang Vinh
- Tân Hiệp Hưng Tôn Thất Dinh
- Tân Hiệp Hưng Đặng Anh Tài
- Thái Sơn Nam Trần Thái Huy
- Thái Sơn Nam Vũ Xuân Du
- Sanatech - Sanest Khánh Hòa Nguyễn Ngọc Tài
- Sanatech - Sanest Khánh Hòa Phạm Huỳnh Đức
- Sanatech - Sanest Khánh Hòa Nguyễn Văn Hạnh
- Sanatech - Sanest Khánh Hòa Nguyễn Anh Quý
- Sanatech - Sanest Khánh Hòa Nguyễn Quốc Bảo
- Thái Sơn Bắc Trần Quang Vũ
- Thái Sơn Bắc Trần Trung Hiếu
- Thái Sơn Bắc Triệu Xuân Linh
- Kim Toàn Đà Nẵng Lê Hùng Đô
- Kim Toàn Đà Nẵng Lê Thanh Hiếu
- Kim Toàn Đà Nẵng Phan Đạt
- Hoàng Thư Đà Nẵng Mai Đăng Phước
- Hoàng Thư Đà Nẵng Đoàn Thế Tiển
- Hoàng Thư Đà Nẵng Lê Tự Quang Truyện

1 bàn phản lưới nhà
- Trần Văn Vũ của Thái Sơn Nam (trong trận gặp Thái Sơn Bắc)
- Nguyễn Văn Vũ của Kim Toàn Đà Nẵng (trong trận gặp Cao Bằng)
- Lê Quý Long Vỹ của Kim Toàn Đà Nẵng (trong trận gặp Cao Bằng)
- Lê Viết Trung của Kim Toàn Đà Nẵng (trong trận gặp Thái Sơn Bắc)
- Từ Minh Quang của Thái Sơn Bắc (trong trận gặp Hoàng Thứ Đà Nẵng)
- Lê Tự Quang Truyện của Hoàng Thứ Đà Nẵng (trong trận gặp Tân Hiệp Hưng)
- Ngô Vũ Thắng của Hoàng Thứ Đà Nẵng (trong trận gặp Sanatech - Sanest Khánh Hòa)
- Cao Sĩ Nam của Sanna Khánh Hòa (trong trận gặp Sanatech - Sanest Khánh Hòa)

lập Hat-trick
- Vũ Đức Tùng của Thái Sơn Bắc (trong trận gặp Hoàng Thứ Đà Nẵng)
- An Lâm Tới của Thái Sơn Bắc (trong trận gặp Hoàng Thứ Đà Nẵng)
- Lê Quý Long Vỹ của Kim Toàn Đà Nẵng (trong trận gặp Sanna Khánh Hòa)
- Trần Tuyên của Sanatech - Sanest Khánh Hòa (trong trận gặp Hoàng Thứ Đà Nẵng)
- Phan Khắc Chí của Sanna Khánh Hòa (trong trận gặp Thái Sơn Bắc)